# هرمز سوم
هرمز سوم یا اورمزد سوم (به پارسی میانه: 𐭠𐭥𐭧𐭥𐭬𐭦𐭣‎) هفدهمین شاهنشاه ساسانی از ۴۵۷ تا ۴۵۹ میلادی و پسر و جانشین یزدگرد دوم بود. او پس از دو سال حکومت با شورش برادر کوچکترش پیروز یکم که از پشتیبانی گسترده بزرگان کشور به ویژه خاندان مهران و همچنین هپتالیان برخوردار بود، از تاج‌وتخت برکنار شد.

## نام‌شناسی
نام هُرمَز (پارسی میانه: Ōhrmazd) گونهٔ پارسی میانه ایزد بزرگ مزدیسنا، یعنی اورمزد یا اهورامزدا است. این نام در پارسی باستان به شکل اهورَمزدا و در نویسه‌گردانی یونانی به شکل هُرمیسداس (Hormisdas) ثبت شده‌است. این نام در ارمنی به صورت اُرمیزد و در گرجی نیز به شکل اورمیزد دیده می‌شود.

## سرگذشت

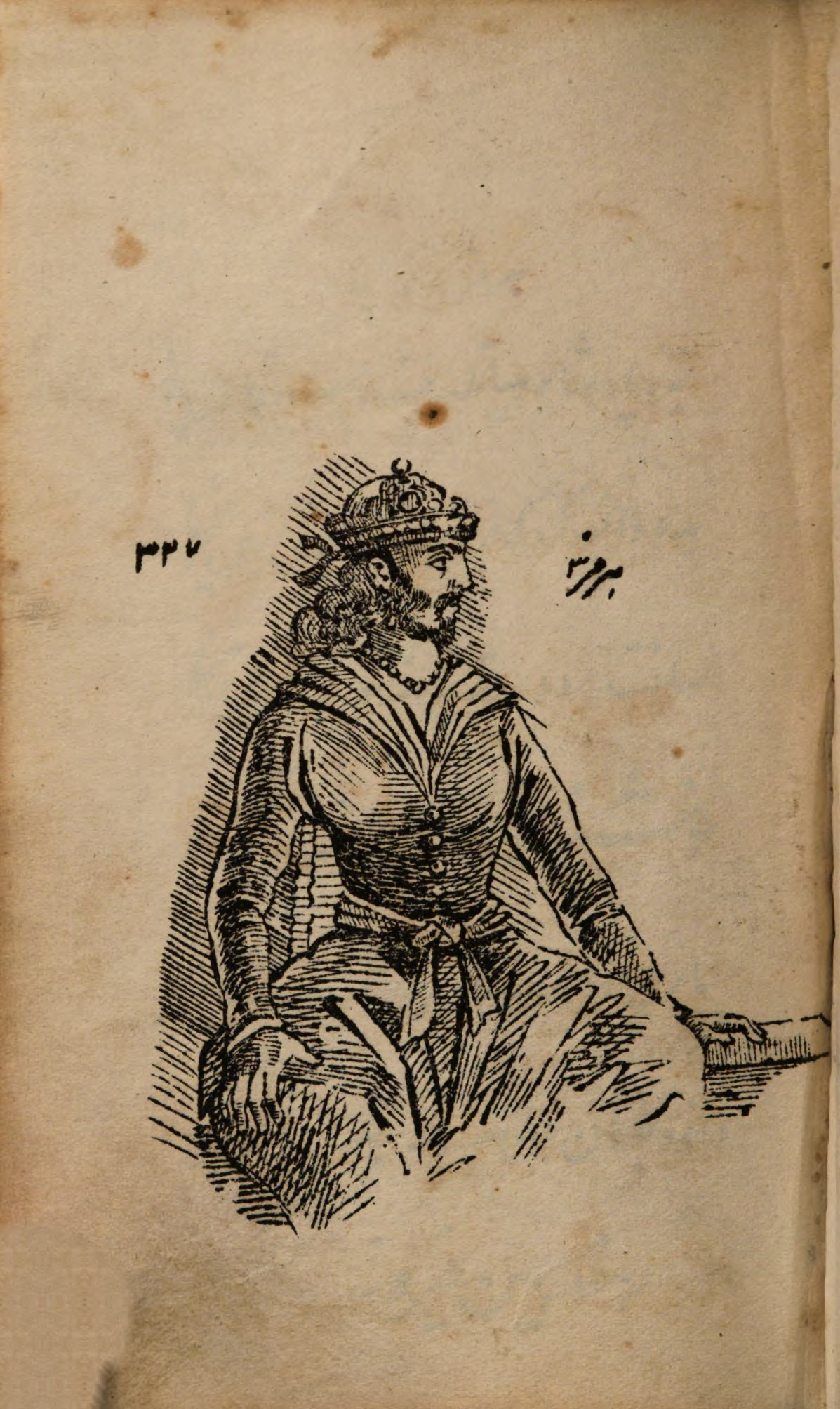
نگاره‌ای از هرمز سوم در نامهٔ خسروان

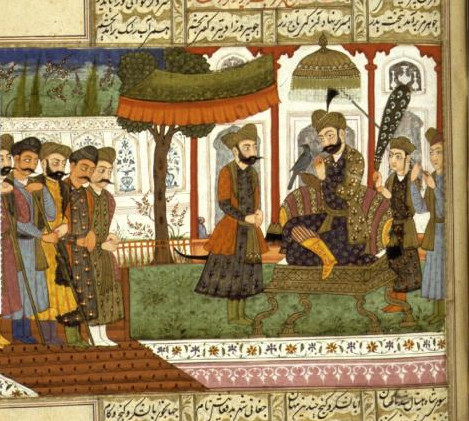
نگاره‌ای از تاج‌گذاری هرمز سوم در شاهنامه

هرمز سوم پسر ارشد و جانشین یزدگرد دوم (حک. ۴۳۸–۴۵۷) بود و در دوران سلطنت پدرش بر استان شرقی سکستان حکومت می‌کرد. این استان از دربار شاهنشاهی در تیسفون بسیار دور بود و از زمان فتح آن توسط اردشیر بابکان (حک. ۲۲۴–۲۴۰) توسط شاهزادگان ساسانی که عنوان «سکانشاه» را داشتند اداره می‌شد. هنگامی که یزدگرد دوم در سال ۴۵۷ میلادی درگذشت، هرمز در ری تاجگذاری کرد. برادر کوچکتر او، پیروز یکم (حک. ۴۵۹–۴۸۴)، با حمایت رهام مهران که یکی از بزرگان خاندان مهران بود، به شمال شرقی کشور گریخت و شروع به جمع‌آوری ارتش کرد تا تاج‌وتخت را از آن خود کند. پیروز همواره مورد حمایت و علاقه موبدان و بزرگان بود و زمانی که با هرمز به ستیزه برخاست، بزرگان از وی حمایت کردند. بدین ترتیب شاهنشاهی ساسانی درگیر یک جنگ داخلی شد. در این هنگام مادر دو برادر، یعنی ملکه دینگ، به‌طور موقت به عنوان نایب‌السلطنه از پایتخت بر کشور حکومت می‌کرد. به گفتهٔ منابع شرقی، پیروز برای تاج‌وتخت از هرمز که ستمگر لقب گرفته‌بود سزاوارتر بود. تنها منبعی که هرمز را شایسته‌تر می‌داند، یک منبع بی‌نام معروف به کدکس اسپرنگر ۳۰ است که هرمز را «دلیرتر و بهتر» و پیروز را «از دین آگاه‌تر» توصیف می‌کند.
واچه دوم (حک. ۴۴۴–۴۶۳)، فرمانروای اشکانی آلبانیای قفقاز که خواهرزاده این دو برادر بود و توسط یزدگرد دوم مجبور به گرویدن به آیین زرتشتی شده بود، از این اختلاف استفاده کرد و با اعلام استقلال به آیین مسیحیت بازگشت. پیروز سپس به قلمرو پادشاه هپتالی رفت و پشتیبانی نظامی او را به دست آورد. در سال ۴۵۹، پیروز با کمک مهرانیان و هپتالیان، لشکری را علیه هرمز رهبری کرد و او را شکست داد. بر اساس برخی منابع، هرمز مورد بخشش برادرش قرار گرفت. با این حال منابع دیگری نیز موجود هستند که بیان می‌کنند پیروز، هرمز و سه نفر از اعضای خانواده‌اش را کشته‌است. پس از آن پیروز با گماشتن یک اشراف‌زاده از خاندان کارن به عنوان فرماندار سکستان، این سرزمین را به‌طور کامل در کشور ادغام کرد. بنابراین هرمز واپسین «سکانشاه» بوده‌است. تاکنون هیچ سکه‌ای که در زمان سلطنت هرمز سوم ضرب شده باشد یافت نشده‌است.

## خانواده
نام همسر یا همسران هرمز سوم مشخص نیست اما از او دختری به یادگار ماند به‌نام بالین‌دخت که با واختانگ یکم، فرمانروای پادشاهی ایبری، ازدواج کرد.

## واژه‌نامه
1. ↑  Codex Sprenger 30